# Armoiries de l'île Norfolk
 (août 2009).
Si vous disposez d'ouvrages ou d'articles de référence ou si vous connaissez des sites web de qualité traitant du thème abordé ici, merci de compléter l'article en donnant les références utiles à sa vérifiabilité et en les liant à la section « Notes et références ».
Les armoiries de l'île Norfolk furent octroyées par la reine Élisabeth II le 20 octobre 1980.
Dans ce blason figurent, sur un champ d'azur coupé d'argent, deux étoiles à cinq branches d'argent situées au chef. Dans la pointe, on peut voir un livre ouvert devant une montagne rocheuse surmontée d'un Pin de Norfolk.
Le tout est surmonté d'un heaume d'azur surmonté d'une couronne navale et d'une chimère en lion d'or portant une couronne de laurier à son cou et une coupe couverte d'or dans ses griffes.
Un lion et un kangourou portant une ancre soutiennent le blason.
Dans la partie inférieure du blason, on peut lire sur une ceinture, la devise de l'île: "In as much".